# Дамата с хермелина
Дамата с хермелина (на италиански: Dama con l'ermellino) е картина, нарисувана с маслени бои върху дърво в края на XV век от Леонардо да Винчи, един от четирите негови женски портрети, достигнали до наши дни. Според историците дамата е Чечилия Галерани, която е била любовница на херцога на Милано Людовико Сфорца.

## История
Картината е купена в Италия от полския държавник и писател Адам Чарториски през 1798 г. През Втората световна война е отнесена в Германия от нацистите. В края на войната тя е открита във вилата на Ханс Франк и върната в Краков.

## Тълкуване
В 2014 г. френският изследовател Пиер Кот публикува изследавне, в което чрез спектрален анализ демонстрира наличието на ред корекции, правени върху първоначалния портрет. Изглежда, че в изходния вариант не е изобразен хермелин, а той е добавен по-късно; бил е сив и сравнително малък, а после е преправен в бяло с по-голям размер. Тази промяна е накарала някои специалисти да твърдят, че изобразеното животно е по-скоро фретка, отколкото хермелин. Документирано е обаче запознанството на Да Винчи с легендите и фолклора около хермелините. Херцогът Сфорца е бил посветен в ордена на хермелина, създаден от Фердинандо I (Неапол). Друга връзка е каламбур с името Галерана, започващо с „гале“ което е гръцкото название на хищниците от този род (γαλῆ).